# Паше-Озерський Микола Миколайович
Паше-Озерський Микола Миколайович (23 березня (4 квітня) 1889, м. Млава, Плоцька губернія, Царство Польське, Російська імперія, тепер Мазовецьке воєводство, Польща — 1962 р., м. Воронеж, СРСР) — доктор юридичних наук (з 1954), професор (з 7 березня 1919), фахівець у галузі кримінального права та вчений-пенітенціарист.

## Біографія
У 1907 р. закінчив Радомську гімназію. В 1907—1911 рр. навчався на юридичному факультеті Київського університету Святого Володимира. З осені 1911 до 15 грудня 1913 р. — професорський стипендіат по кафедрі кримінального права, кримінального судоустрою та судочинства Київського університету. З 1 грудня 1914 до літа 1919 р. викладав кримінальне право у Київському університеті. На різних посадах читав кримінальне право на Київських вищих жіночих курсах (1915—1919). Був приват-доцентом (1916—1919) та екстраординарним професором Київського юридичного інституту.
З 1919 по 1921 викладав кримінальне право на юридичному факультеті Таврійського університету та в Севастопольському юридичному інституті.
З 1921 по 1939 роки працював у Києві: був приват-доцентом (1915—1919) та екстраординарним професором Київського комерційного інституту (1919), зав. кафедри кримінального права і кримінального процесу Київського інституту народного господарства (1922—1931). Паралельно, за сумісництвом у 1924—1933 рр. Паше-Озерський викладає кримінальне право на Київських юридичних курсах НКЮ УРСР і займає посаду заступника директора з навчальної роботи в цьому ж навчальному закладі. Працював також ст. викладачем Всеукр. школи робітничо-селянської міліції (1926—1933У 1937—1940 рр. був професором, завідувачем кафедри кримінального права КДУ імені Тараса Шевченка.
У 1933—1935 рр. М. М. Паше-Озерський займає посаду наукового співробітника Центру науково-дослідної Станції судової медицини (за іншими даними — посаду професора Всеукр. НДІ охорони здоров'я).
З 1928 по лютий 1934 р. працював під керівництвом І. О. Малиновського науковим співробітником Секції кримінального права Комісії для виучування радянського права ВУАН.
У 1937—1940 рр. був професором, завідувачем кафедри кримінального права КДУ імені Тараса Шевченка.
З 1940 року — в м. Львові. В 1940 р. Паше-Озерський за сумісництвом читав курс лекцій з кримінального права на юридичному факультеті Львівського державного університету. Під час німецької окупації М. Паше-Озерський залишався у Львові. Був правним дорадником Українського центрального комітету. Входив до складу Термінологічної комісії при Видавництві УКЦ. Під редакцією Паше-Озерського вийшли переклади КК і КПК Польщі, які застосовувались за німців у судах (за спогадами співробітника Львівського університету Миколи Бараболяка).
Після відновлення радянської влади у повоєнному Львові, Паше-Озерського призначають тимчасовим виконувачем обов'язків ректора Львівського державного університету імені Івана Франка (з 1 серпня 1944 до 27/28 жовтня 1944). А вже з 28 жовтня 1944 він знову професор кафедри кримінального права в Університеті.
24 квітня 1945 р. Паше-Озерського заарештовує НКВС, згодом його етапують до місць досудового ув'язнення в м. Київ, де утримують за звинуваченням у співпраці з німецькими окупаційними органами влади у Львові. Однак 8 червня 1946 року Паше-Озерський був звільнений з-під варти, а 12 червня 1946 кримінальну справу проти нього було закрито. Згодом його поновлено на посаді професора кафедри кримінального права Львівського державного університету імені Івана Франка, але вже 3 травня 1948 року Паше-Озерського звільняють з Університету і відряджають в розпорядження Управління вищої школи при Раді Міністрів УРСР. По тому М. М. Паше-Озерський жив і працював в РРФСР.
В 1949—1960 рр. працював професором кафедри кримінального права і процесу Ростовського державного університету. В 1954 році в Московському державному юридичному інституті ним захищена докторська дисертація за темою «Обстоятельства, исключающие ответственность по советскому уголовному праву».
В 1960—1962 рр. обіймав посаду професора кафедри кримінального права і процесу новоствореного юридичного факультету Воронезького державного університету. Точна дата смерті М. М. Паше-Озерського невідома; за певними даними це лютий 1962 р., а за іншими — не раніше першої декади березня 1962.

## Наукова діяльність
За деякими даними М. М. Паше-Озерський опублікував понад 100 наукових праць з кримінального права, кримінального процесу, кримінально-виконавчого права, медичного права російською, українською, німецькою, данською та голландською мовами.

### Окремі праці
- Паше-Озерский Н. Н. Карательный механизм Уголовного Уложения 1903 г. — К., 1911.
- Паше-Озерский Н. Н. О предании суду // Университетские известия. — Киев, 1915. — № 1 (Ч. ІІ) — С. 1 — 34.
- Паше-Озерский Н. Н. Реабилитация осужденного. — К., 1918. — 418с.
- Паше-Озерский Н. Н. К вопросу о покушении на преступление (Опыт комментария ст. ст. 13 и 14 Уголовного кодекса). — «Вестник советской юстиции» 1924. — № 1 (11).
- Паше-Озерский Н. Н. Исправительно-трудовой кодекс УССР. Текст и постатейный комментарий. С предисловием С. М. Канарского. — Харьков, 1928. — 192 с.
- Паше-Озерский Н. Н. По тюрьмам Западной Европы. По личным впечатлениям 1928—1929 г. — Харьков, 1930. — 88 с.
- Німецькі карні приписи, що діють у Генерал-Губернаторстві (Вибір) / [Коструба П., Мацьків Т., Паше-Озерський М. та ін.]. — Краків-Львів: Українське видавництво, 1943. — 72 с.
- Паше-Озерский Н. Н. Мнимая оборона по советскому уголовному праву // Ученые записки Ростовского государственного университета. — 1957. — Т. 59. — Вып. 3.
- Паше-Озерский Н. Н. Юридическая квалификация действий по задержанию преступника // Ученые записки Ростовского государственного университета. — 1957. — Т. 59. — Вып. 3.
- Паше-Озерский Н. Н. Необходимая оборона и крайняя необходимость по советскому уголовному праву. — М.: Госюриздат, 1962. — 181 с.
- Паше-Озерский Н. Н. Исполнение лишения свободы в отношении рецидивистов// Правовые вопросы лишения свободы и перевоспитания заключенных. Материалы научной конференции 1 — 3 марта 1962 года. — Томск: Издательство Томского государственного университета, 1964. — С. 149—153.